# Suðurnes

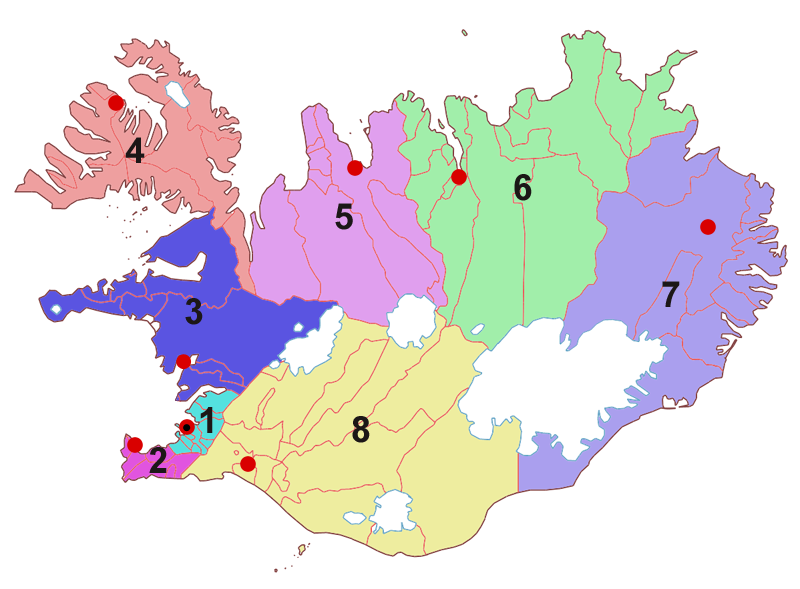
Översiktskarta, Suðurnes nr 2

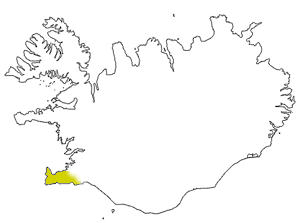
Lägeskarta

Suðurnes (Sydudden, tidigare Reykjanes) är en av Islands 8 landsvæði (Islands regioner).

## Geografi
Suðurnes ligger i landets sydvästra del och har en area av cirka 829 km².
Befolkningen uppgår till cirka 20 500 invånare . Huvudorten är Keflavík.
Islands internationella flygplats Keflavíks internationella flygplats (flygplatskod KEF) ligger inom regionen.

## Indelning
Regionen är indelad i 5 kommuner
- Suðurnesjabær
- Grindavíkurbær
- Reykjanesbær
- Sveitarfélagið Vogar

## Historia
År 1900, under Danmarks styre, var Island indelat i 3 amt (län) Norð (Nord), Vest (Väst) och Suð (Syd).
Sedan indelades landet i 4 fjärdingar Vestfirðingafjórðungur (Västfjordfjärdingen), Norðlendingafjórðungur (Norra fjärdingen), Austfirðingafjórðungur (Östfjordfjärdingen) och Sunnlendingafjórðungur (Södra fjärdingen).
Senare kom indelningen att gälla regioner. 1937 ökades antalet regioner till fem, 1945 till sju och 1960 till åtta regioner.
Före 2003 utgjorde regionerna även landets valkretsar innan man ändrade valkretsarnas gränser för att öka balansen vid val.
Idag används regionerna främst av statistiska skäl. Även landets postnummer följer regionerna med ett fåtal undantag.